# Pier Cesare Baretti
Pier Cesare Baretti (Dronero, 12 novembre 1939 – Piossasco, 5 dicembre 1987) è stato un giornalista e dirigente sportivo italiano.

## Biografia
Già giornalista e direttore generale di Tuttosport, ricoprì poi lo stesso ruolo in seno alla Lega Nazionale Professionisti.
In seguito divenne presidente della Fiorentina, durante l'era Pontello. Subentrato nel 1986 a Ranieri, mantenne l'incarico fino alla morte, sopraggiunta il 5 dicembre 1987, all'età di 48 anni, in un incidente aereo su una montagna del Pinerolese, precipitando con un Cessna 172 su un costone immerso nella nebbia, in località Montagnassa, a circa 800 metri di altitudine sulle montagne di Piossasco.
Nel 1988 venne istituito alla sua memoria un omonimo memorial calcistico, disputatosi fino al 1994.